# Onduloide

Un onduloide generato al computer.

In geometria, un onduloide è una superficie avente curvatura media costante e diversa da zero, e quindi una superficie di Delaunay, ottenuta come superficie di rivoluzione di una catenaria ellittica: ruotando cioè un'ellisse lungo una linea fissata (facendola quindi rotolare), tracciando il fuoco e rivoluzionando la curva risultante, detta ondularia, attorno alla suddetta linea. Nel 1841, Charles-Eugène Delaunay dimostrò che le uniche superfici di rivoluzione con curvatura media costante erano quelle ottenute ruotando le rullette delle coniche. Queste superfici sono il piano, il cilindro, la sfera, il catenoide, l'onduloide e il nodoide.

## Formulazione
L'equazione differenziale dell'ondularia è:
{\displaystyle y^{2}+{\frac {2ay}{\sqrt {1+y'^{2}}}}=-b^{2}}.
Partendo da questa, siano {\displaystyle \operatorname {sn} (u,k)} la funzione seno di Jacobi e {\displaystyle \operatorname {dn} (u,k)} la funzioni ellittica di Jacobi, siano {\displaystyle \operatorname {F} (z,k)} l'integrale ellittico incompleto di prima specie e {\displaystyle \operatorname {E} (z,k)} l'integrale ellittico incompleto di seconda specie, siano a la lunghezza dell'asse maggiore dell'ellisse ed e l'eccentricità della stessa e infine sia k un valore fisso compreso tra 0 e 1 e chiamato "modulo", date queste variabili l'equazione parametrica dell'ondularia è:
{\displaystyle \operatorname {x} (u)=-a(1-e)(\operatorname {F} (\operatorname {sn} (u,k),k)+\operatorname {F} (1,k))-a(1+e)(\operatorname {E} (\operatorname {sn} (u,k),k)+\operatorname {E} (1,k))\,}
{\displaystyle \operatorname {y} (u)=a(1+e)\operatorname {dn} (u,k)\,}
La formula per la superficie di rivoluzione detta onduloide è quindi: 
{\displaystyle \operatorname {X} (u,v)=\langle \operatorname {x} (u),\operatorname {y} (u)\cos(v),\operatorname {y} (u)\sin(v)\rangle \,}

## Proprietà
La proprietà più interessante dell'onduloide è il fatto di avere una curvatura media costante. Attraverso l'intera superficie, essa è infatti sempre il reciproco del doppio della lunghezza dell'asse maggiore: 1/(2a).
Inoltre, le geodetiche su un onduloide obbediscono alla relazione di Clairaut e il loro comportamento è quindi prevedibile.

## Nella scienza dei materiali
L'occorrenza di onduloidi in natura è piuttosto rara. Essa è stata riscontrata per la prima volta nel 1970, quando è stata osservata la formazione di onduloidi lungo un filo di argento di spessore compreso tra 0,16 e 1,0 mm, lungo il cui asse era stata fatta passare una forte corrente elettrica; un fenomeno osservato in seguito anche in fili di molibdeno. È stato inoltre osservato che facendo passare una corrente elettrica lungo l'asse di un cilindro rivestito con una pellicola di fluido magnetico viscoso, vale a dire un ferrofluido, i dipoli magnetici di quest'ultimo interagiscono con il campo magnetico della corrente, creando uno schema di goccioline disposte a onduloide lungo la lunghezza del cilindro.